# Carmen Polo, I signora di Meirás
María del Carmen Polo Martínez-Valdés, I signora di Meirás (Oviedo, 11 giugno 1900 – Madrid, 6 febbraio 1988) è stata una nobildonna spagnola, moglie del dittatore Francisco Franco.

## Biografia
Era la figlia di Felipe Polo, un avvocato di Palencia e con proprietà considerevoli e ascendenza carlista, e di sua moglie, Ramona Martínez-Valdés, appartenente a un'illustre famiglia di San Cucao. Alla morte della madre, nel 1914, insieme ai fratelli, crebbe a casa della zia Isabel Polo, la quale si occupò della loro educazione: studiò dalle orsoline e dai salesiani e a casa aveva un'istitutrice francese, Madame Claverie.
Ha avuto una posizione rilevante nel regime di suo marito, giocando un ruolo particolarmente importante nell'elezione di Carlos Arias Navarro a Presidente del Governo (quando suo marito era già malato), nel censurare la stampa, e soprattutto per quanto riguardava le notizie sulla Chiesa cattolica, nonché in materia di pubblica moralità. È stata, senza dubbio, la donna più influente del regime.

### Matrimonio

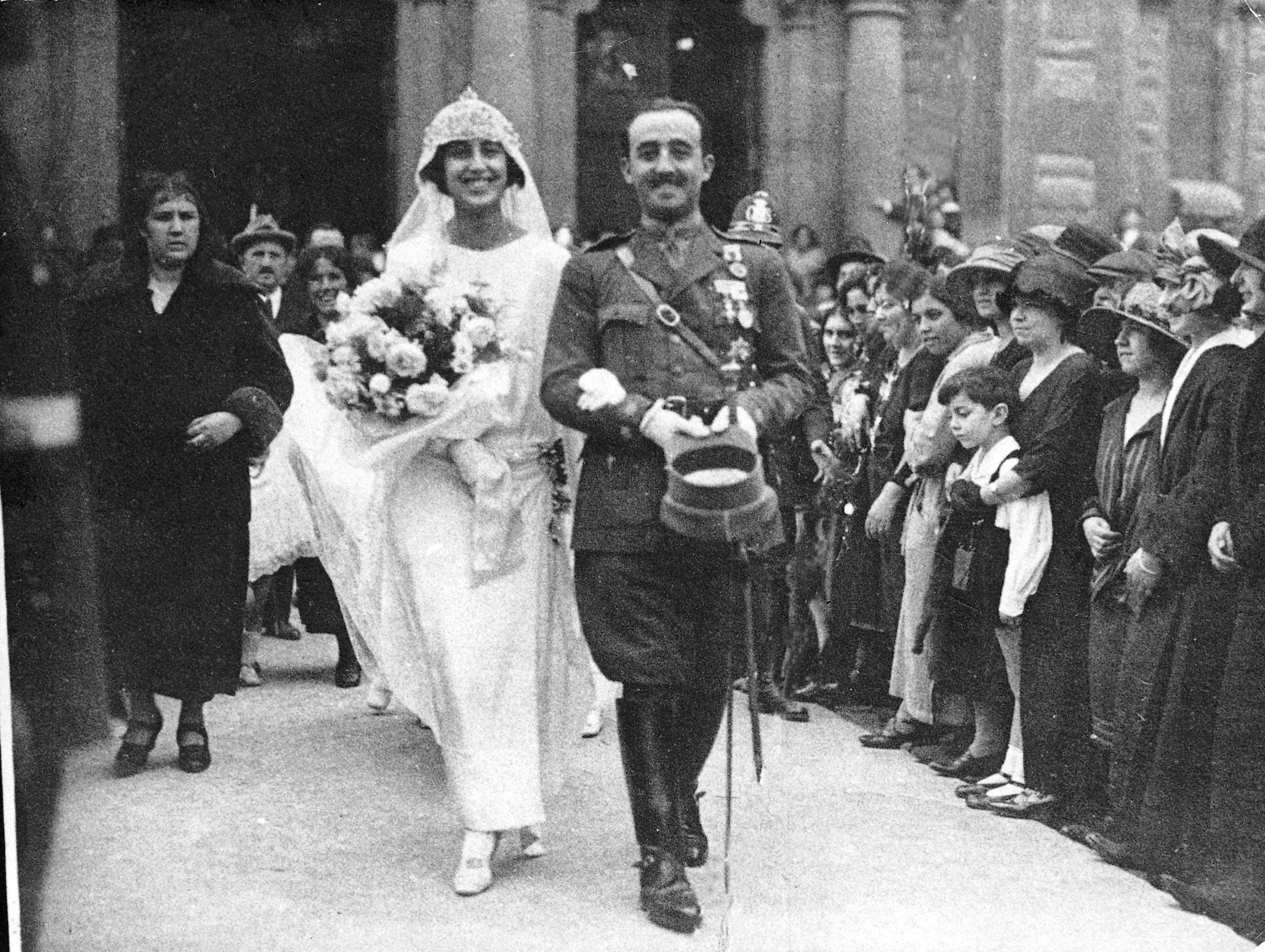
Carmen Polo con Francisco Franco nel giorno del loro matrimonio.

Carmen conobbe il comandante Francisco Franco a Tarna, poco dopo il suo trasferimento al presidio di Oviedo, nella primavera del 1917. I familiari di Carmen non vedevano di buon occhio il fidanzamento, che consideravano "piccola cosa" per la figlia, e preferivano un matrimonio con un nobile di Oviedo.
Il padre definì Franco un povero avventuriero in cerca di una buona dote. Tuttavia, Carmen riuscì a ottenere, dopo due anni, il consenso definitivo del padre e della zia.
Alla morte di Rafael Valenzuela, a Franco venne offerto il comando di Valenzuela, e la promozione al grado di tenente colonnello. La sua ambizione era troppo grande per resistere all'opportunità, e partì per il Marocco il 18 luglio 1923. Divenuto il soldato più decorato della Spagna, a Franco finalmente venne concesso un permesso di quaranta giorni e il permesso reale di sposarsi.
Il matrimonio ebbe luogo il 23 ottobre 1923, nella chiesa di San Juan el Real di Oviedo. Testimone di Franco era il re Alfonso XIII, rappresentato dal generale Antonio Losada, governatore militare delle Asturie, e come damigella d'onore era Isabel Polo, la zia di Carmen. I testimoni erano il Marchese de la Rodriga e Marchese della Vega di Anzo, e i fratelli di Franco, Nicolás e Ramón. Franco non invitò suo padre, Nicolás Franco, che non aveva mai perdonato per aver lasciato sua madre, e che viveva a Madrid con un'altra donna.
La luna di miele durò solo pochi giorni. Franco ritornò in Nordafrica, e non volle essere accompagnato dalla moglie. Questa separazione forzata durò quindici mesi. A 32 anni, Franco fu promosso a colonnello e nominato comandante ufficiale della Legione. Alla fine si trasferì a Melilla. Franco presto raggiunse il grado di generale: iniziò una nuova e difficile vita per Carmen, che avrebbe dovuto abituarsi a costanti e imprevedibili riassegnazioni del marito. Si trasferirono da Madrid a Saragozza, tornarono a Oviedo, alle isole Canarie, e dopo la guerra civile spagnola, a Salamanca e Burgos. "Mi sentivo come un'autentica nomade", ha detto una volta.
Nell'inverno del 1926 Carmen si trasferì da Saragozza a Oviedo. La coppia era sposata da tre anni e non aveva ancora figli. Questo ritardo, anormale in quell'epoca, diede luogo a molte voci. Alla fine, Carmen diede alla luce una figlia, Carmen Franco y Polo, conosciuta con i soprannomi di Nenuca, Carmelilla, Carmencita, Cotota e Morita.
Nel 1932 la sorella Ramona sposò Ramón Serrano Súñer che l'anno dopo fu eletto deputato con i conservatori, e che nel franchismo sarebbe divenuto ministro.

### La guerra civile
Nel luglio 1936 Carmen e sua figlia fuggirono a Le Havre, sul battello a vapore tedesco Waldi. Viaggiarono sotto falso nome, temendo che Nenuca potesse essere rapita. Arrivate a Le Havre c'era ad attenderle Antonio Barroso, che le accompagnò a Bayonne, alla casa della sua ex governante Claverie. Alla fine di settembre, Franco mandò il cugino e confidente, Salgado-Araujo, per trovarle.

### First Lady

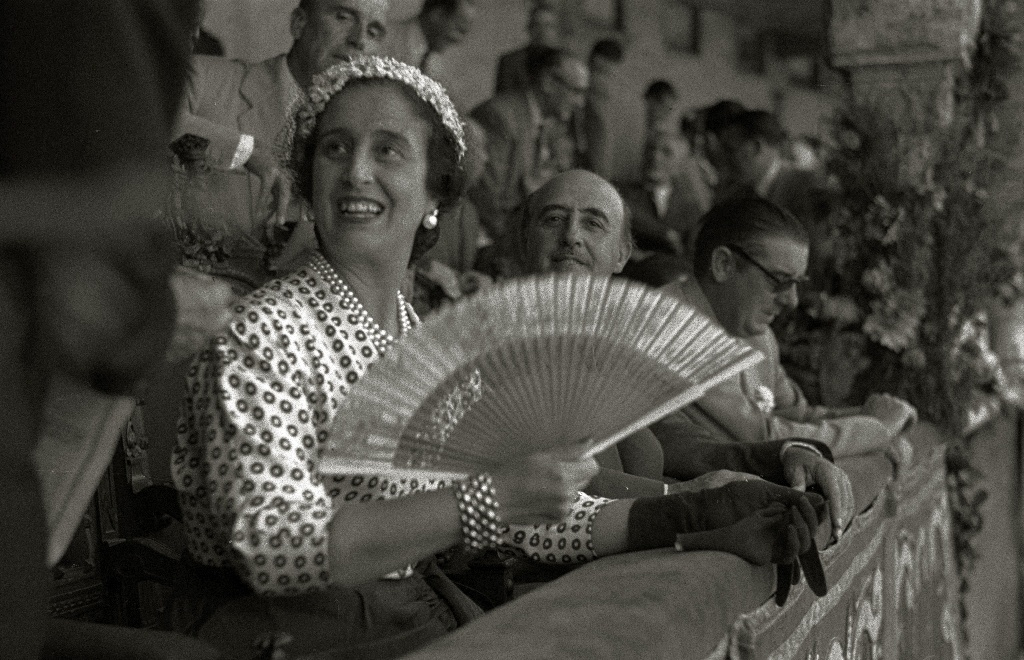
Carmen Polo con Francisco Franco nell'arena "El Txofre" in una corsa della stagione Semana Grande.

Nel settembre 1936 Franco venne nominato "Generalísimo" e nominato capo di Stato da parte del Consiglio di Difesa Nazionale (Junta de Defensa Nacional). Di conseguenza, Carmen fu conosciuta come first lady della Spagna. Era generalmente conosciuta come "La Señora". Il suo personaggio glamour entrò a far parte dell'immagine di Franco. Si dice che José Antonio de Sangróniz, capo della diplomazia di Franco, fosse stato costretto ad annullare un ricevimento prima della Junta de Burgos perché Carmen non aveva i vestiti adatti per l'occasione. A partire dal 1936, iniziò a formare una grande collezione di cappelli, abiti e collane di perle; quest'ultime divennero il suo segno distintivo. A causa della sua passione per le collane di perle è stata spesso indicata come Doña Collares, "Signora Collane".
Carmen apparve quasi sempre con il marito. Ciò causò alcuni problemi quando si spostava al di fuori di Madrid, dal momento che si richiedeva ai ministri e ai consiglieri di Franco di essere accompagnati anche dalle loro mogli, creando problemi di alloggi. Dopo la fine della guerra, la questione della residenza divenne un problema. Franco era inizialmente propenso a vivere nel Palazzo Reale, ma scelse il Palazzo Reale di El Pardo, dove si stabilì dal marzo 1940 dopo il restauro. El Pardo era il centro della vita politica spagnola sotto Franco, e anche la sede di molti degli eventi personali della famiglia di Franco. Il protocollo veniva applicato rigorosamente, e in gran parte era dettato dalla Señora, attraverso l'autorità della Casa Civile.
Intraprese numerosi viaggi all'estero: in primo luogo in Portogallo nel 1950, dove tornò nel 1958 e nel 1967. Visitò Roma nel maggio 1950, prendendo parte alla canonizzazione di Antonio María Claret y Clará; durante la visita, le venne concessa un'udienza con papa Pio XII. Uno degli eventi più famosi della famiglia Franco è stato il matrimonio della giovane nipote María del Carmen Martínez-Bordiú y Franco.

### Gli ultimi anni
Dedicò gli ultimi anni della sua vita ai nipoti. L'8 marzo 1972 la nipote María del Carmen Martínez-Bordiú y Franco sposò Alfonso di Borbone Dampierre, un membro della Casa di Borbone. Con la morte di Franco, le fortune della famiglia cambiarono radicalmente. Il 26 novembre 1975, alla morte di suo marito, il re Juan Carlos I le concesse il titolo ereditario di signora di Meirás e la dignità di Grande di Spagna. Il titolo e la dignità sono stati ereditati da suo nipote Francisco Franco (che è diventato anche il Marchese di Villaverde dopo la morte di suo padre).
Negli anni successivi Carmen assistette alla disgregazione della sua famiglia. Il 31 gennaio 1976 lasciò El Pardo per l'ultima volta. Nel 1978 Carmencita venne arrestata all'Aeroporto di Barajas per aver tentato di contrabbandare 300 milioni di pesetas in valore di oro, gioielli e medaglie che erano appartenuti a suo padre. María del Carmen si separò dal marito e si trasferì a Parigi, dove visse con l'antiquario Jean-Marie Rossi. Il 7 febbraio 1984 il pronipote Francisco ("Fran") morì a undici anni in un incidente stradale. Nei suoi ultimi anni, raramente lasciò la sua casa. Si isolò completamente, ignorando la stampa (e venendone ignorata), e si rifiutò di leggere di politica o di suo marito.
Morì a Madrid il 6 febbraio 1988 per una broncopolmonite. È sepolta nel cimitero di Mingorrubio-El Pardo, nel quartiere di El Pardo, alla periferia nord di Madrid. Dal  2019  riposa al suo fianco il marito.